# Willmanns
Willmans is een nederzetting in de Duitse gemeente Vacha in het Wartburgkreis in Thüringen. De plaats wordt voor het eerst genoemd in een oorkonde uit 1330. In 1957 werd het dorp ingedeeld bij de gemeente Völkershausen die zelf in 2013 bij Vacha werd gevoegd.